# Michael Jastram

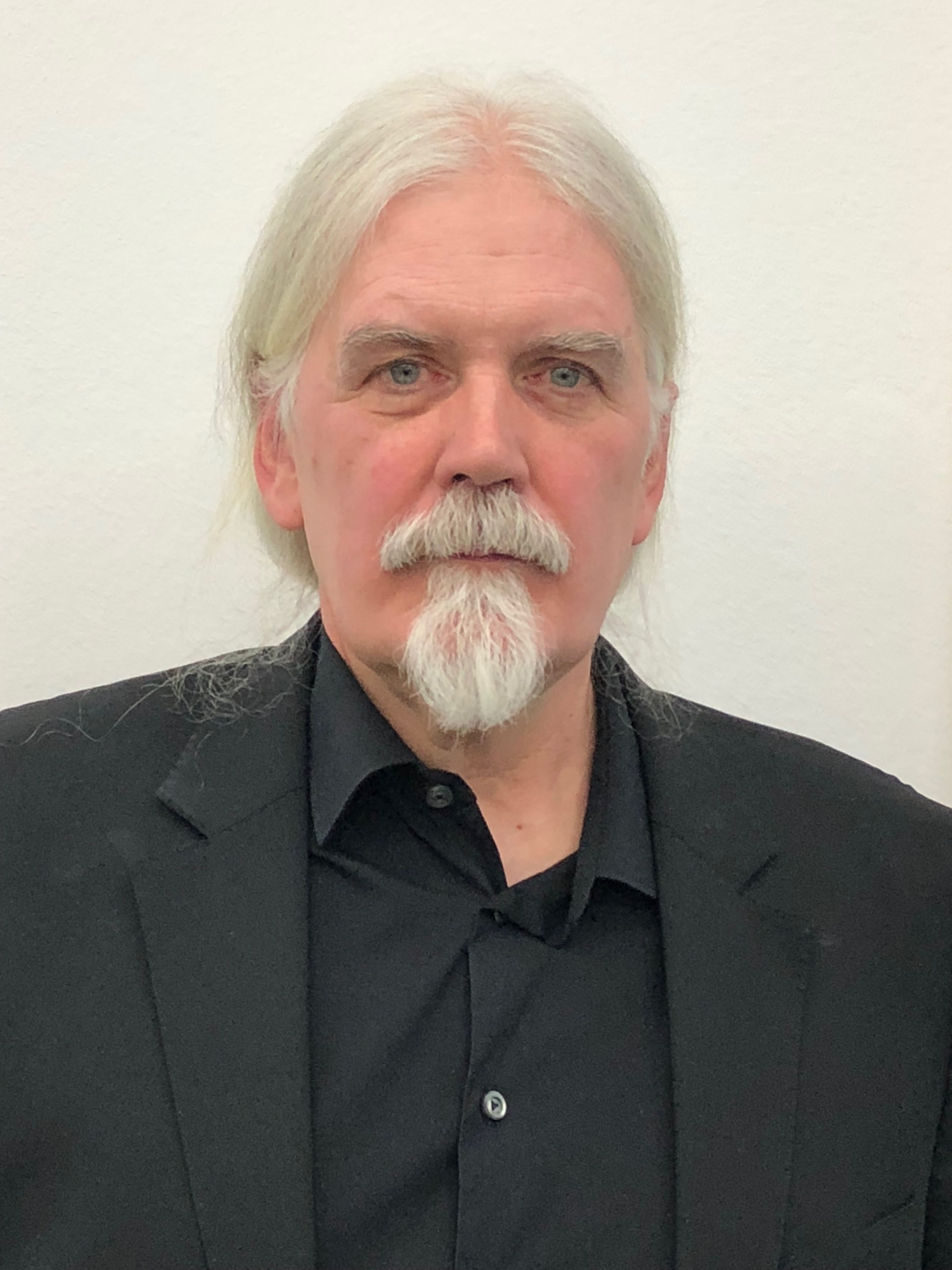
Michael Jastram 2018

Michael Jastram (* 29. Juni 1953 in Berlin) ist ein deutscher Bildhauer.

## Leben
Michael Jastram wurde 1953 als Sohn des Bildhauers Jo Jastram in Berlin geboren. Nach dem Abendstudium von 1976 bis 1978 an der Kunsthochschule Berlin-Weißensee, Bereich Bildhauerei, studierte er dort von 1979 bis 1984 in der Sektion Bildhauerei/Plastik und schloss das Studium mit dem Diplom ab. Seitdem war er bis 2020 als freischaffender Bildhauer in Berlin tätig. 2020 zog er von Berlin nach Niebüll in Schleswig-Holstein. Sein Atelier befindet sich ebenso in Niebüll.
Nach dem Abschluss des Studiums hatte er die Ausbürgerung aus Berlin/Ost nach Berlin/West beantragt, die dann erst im Jahr der „Wende“ genehmigt wurde. Jastram ist verheiratet und hat einen Sohn.
Studienreisen führten den Künstler nach Italien, Frankreich, Dänemark (Projekt „Grundsmögle Kirke“), in die USA, nach Schottland und Japan.
Nach einer Honorartätigkeit als Bildhauer an der Deutschen Oper Berlin wurde Jastram 1992 Künstlerischer Ausbilder von Theaterplastikern an diesem Haus.
2003 war er außerdem als Dozent für Plastik an der Artschool-International, Berlin, tätig.

## Werke in Museums- oder öffentlichem Besitz
- Villa Oppenheim, Berlin
- La Maison des Cultures Frontiers, Frankreich
- Kulturamt Prenzlauer Berg, Berlin
- Senatsverwaltung für Kultur, Berlin
- Privates-Diabetes Institut, Berlin
- Norddeutsche Landesbank, Hannover, Schwerin, Hamburg, Singapur
- Collection G. Brett, Palo Alto, USA
- Debis-Haus, Berlin
- Städtische Kunsthalle Mannheim
- Sammlung Ariane Elkins Juliani, Sao Paulo, Brasilien
- GASAG, Berlin
- Wohnungsbaugesellschaft „Neues Berlin“, Berlin
- Kunstsammlung des Deutschen Bundestages
- Unfallkrankenhaus, Berlin
- Ville Fontainebleau/Frankreich

## Preise
- Stipendium des „Maison des Cultures Frontiers“, Frankreich
- 2004 VISTA-Kunstpreis

## Ausstellungen und Ausstellungsbeteiligungen in Auswahl
- 1986 Bezirkskunstausstellung Berlin
- 1986 Galerie Weißer Elefant, Berlin
- 1987 Ausstellung Junger Berliner Künstler, Berlin
- 1988 Galerie Eigen + Art, Leipzig (mit Frank Seidel); „Berliner Bildhauer“, Ephraim-Palais, Berlin
- 1989 Ausstellung „Wir“, Berlin
- 1990 Galerie Weißer Elefant, Berlin; „Ausgebürgert“, Kunstsammlungen Dresden, Dresden; Grundsömagle Kirke, (2. Platz der Ausschreibung), Roskilde, Dänemark; Inselgalerie, Berlin
- 1991 „Ausgebürgert“, Deichtorhallen, Hamburg; Stipendium und Ausstellung, La Maison des Cultures Frontiers, Frankreich; „Wolkenbügel“, Berlin; Villa Oppenheim, Berlin
- 1992 Königswinter-Ittenbach
- 1993 Galerie „D“, Stralsund; Galerie Mitte, Potsdam; Galerie Thomas Bossen, Berlin; "Entgrenzung", Ausstellung der Nord/LB Hannover in: Niedersachsenvertretung beim Bund, Bonn; Kunsthistorisches Museum, Magdeburg
- 1994 "Entgrenzung", Ausstellung der Nord/LB Hannover in: Staatliches Museum, Schwerin, Schloss Güstrow; Niedersachsenpavillon Hannover-Messe, Hannover; Kleinplastikbienale, Hilden; Kunstmesse, Villa Oppenheim, Berlin
- 1995 CC-Bank, Berlin; Parlamentarische Gesellschaft, Bonn
- 1996 „Kunstmitte“, Skulpturenausstellung in der Klosterruine, Berlin; „Berliner Bildhauer und Gäste aus Italien“, Berlin; Galerie am Strausberger Platz, Berlin
- 1997 Berliner Bank, Berlin; Hannover-Messe, Nord/LB Hannover; Galerie im Turm, Berlin, (mit Jens Lorenzen); Galerie Bongartz & Partner, Hannover; Kunstmesse, Villa Oppenheim, Berlin; Montserrat Gallery, New York, USA
- 1998 Studio Bildende Kunst, Berlin; Language Pacifica, Palo Alto, Californien, USA; Bongartz & Partner, Hannover; Montague Gallery Art 54, New York, USA
- 1999 Galerie No. Tre, Berlin; Galerie am Alten Markt, Rostock,
- 2000 Kulturparkhaus, Strausberg; Galerie Bongartz, Hannover; Galerie Liebau, Burghaun/Fulda
- 2001 Galerie am Prater, Galerie im Pferdestall/Kulturbrauerei, Berlin; Galerie auf Zeit, Berlin; Galerie Bongartz, Hannover; Schloss Lütgenhof, bei Lübeck; Galerie Mani, Berlin
- 2002 Paul-Löbe-Haus, Berlin; Galerie Walter Bischoff, Berlin; Schloss Reinbek, Reinbek
- 2003 Galerie 360°, Berlin; Schloss Reinbek, Reinbek; Galerie Mani, Berlin
- 2004 Galleri Kunstnerhus Silkeborg, Dänemark; Galerie F92, Berlin; Galerie im Shell-Haus, GASAG, Berlin; Freundeskreis VISTA, Berlin
- 2005 Künstlerhaus Berlin (Katholische Akademie), Berlin; Wohnungsbaugesellschaft „Neues Leben“, Berlin
- 2006 Galerie Beyer, Dresden; DEGEWO-Kunstremise, Berlin; Schloss Reinbek, Reinbek; Dokumentationszentrum, Prora; Galerie Leo.Coppi, Berlin (mit Ellen Fuhr); Galerie Liebau, Burghaun/Fulda; Altes Zollamt, Lübeck
- 2007 UKB, Berlin; Galerie Walter Bischoff, Berlin; Galerie Forum am Amalienpark, Berlin
- 2008 Galerie im Shell-Haus, GASAG, Berlin; Internationaler Club im Auswärtigen Amt, Berlin; Galerie Leo.Coppi, Berlin; Galerie Fuhrmann, Born; Galerie Petra Lange, Berlin
- 2009 Galerie Leo.Coppi, Berlin; Kunststation Kleinsassen, Kleinsassen/Fulda; Galerie Liebau, Burghaun; Museum Villa Haiss in Zell a. H.; Galerie im Rathaus Attendorn
- 2010 Art Karlsruhe/Galerie Leo.Coppi; Galerie Petra Lange; Galerie Leo.Coppi; Kunstraum Heiddorf; Galerie Wild, Zürich/CH
- 2011 Galerie Wild, Zürich; Art Karlsruhe/Galerie Leo.Coppi; Saarländische Galerie – Europäisches Kunstforum e.V., Berlin
- 2015 Ahrenshoop, Grandhotel Ahrenshoop ("Zu Lande, zu Wasser und in der Luft", zusammen mit Antje Fretwurst-Colberg und Friedrich-Wilhelm Fretwurst)
- 2016 Schadow Haus in Berlin

"Ein Experiment – Ausstellung des Deutschen Bundestages"
- 2019 Aufstellung der Bronzeplastik  "Europa und Stier" auf dem Place de La Republique und Ausstellung in der galerie artfontainebleau in Fontainebleau/Frankreich; Galerie Brennwald Kiel
- 2020 Sandau&Leo galerie Berlin; Galerie Ines Schulz Dresden
- 2021 Teilnahme an der 8. Schweizer Skulpturen Triennale in Bad Ragaz; Galerie Helle Coppi Berlin